# Lydia Bosch
Lydia Boquera de Buen (Barcelona, 26 de noviembre de 1963), más conocida como Lydia Bosch, es una actriz y presentadora de televisión española.
Saltó a la fama gracias al famoso concurso televisivo Un, dos, tres... responda otra vez dirigido por Chicho Ibáñez Serrador, del que salieron también otros rostros conocidos, como el de Victoria Abril y el de Silvia Marsó, a la que sustituyó Bosch. Esa popularidad le sirvió para protagonizar numerosas series de televisión y varias películas, gozando del buen recibimiento del público y obteniendo los premios TP de Oro y Fotogramas de Plata, además de una candidatura a los Premios Goya. Sin embargo, alcanzó fama y el reconocimiento internacional junto con Emilio Aragón y Patricia Pérez al ser copresentadora del programa de concursos El gran juego de la oca que se transmitió con un gran éxito en España y, más especialmente, en los Estados Unidos y en Hispanoamérica, donde el programa logró enormes niveles de audiencia.

## Biografía
Se crio en El Prat de Llobregat, localidad en la que sus padres tenían una papelería/librería llamada "Boquera", donde de joven a veces colaboraba en la atención al público.
Lydia Bosch es el nombre artístico que le propuso su descubridor, Narciso Ibáñez Serrador, cuando en 1984 fue elegida para sustituir a Silvia Marsó como azafata contable del concurso Un, dos, tres... responda otra vez. Ocupó el puesto durante dos temporadas.
Ya en 1987 reemplazó a Paola Dominguín en la presentación del programa musical Sábado noche, donde permaneció hasta 1988 en compañía de Toni Cantó. Poco antes compartió protagonismo en El disputado voto del Sr. Cayo —una de sus primeras películas— con el actor Francisco Rabal. 
Debutó en el teatro con Pato a la naranja, junto a Arturo Fernández. En 1988 estrenó la obra Los ochenta son nuestros de Ana Diosdado, bajo la dirección de Jesús Puente. Un año después, tenía ocasión de estrenar una obra de Buero Vallejo: Música cercana.
A la llegada de las televisiones privadas en 1990, fue fichada por Antena 3 para conducir un magazine las tardes de los domingos, llamado Domingo en rojo. En la misma cadena, un año más tarde, sustituyó a Elisenda Roca en la presentación de Los segundos cuentan y entre 1993 y 1994 se unió a Emilio Aragón y Patricia Pérez en El gran juego de la oca, siempre en Antena 3.
En 1993 interpretó a Trini, hija de Alfredo Landa y Beatriz Carvajal en la serie Lleno, por favor. Posteriormente vendrían ¿Quién da la vez? (1994) y Todos a bordo (1995), hasta que ese mismo año le trajo el papel que le dio enorme popularidad en España: el de Alicia Soller Moreno, la cuñada y posterior esposa de Emilio Aragón en Médico de familia de Telecinco, a la que interpretó hasta su final en diciembre de 1999. 
En el año 2000 tuvo la oportunidad de encarnar un personaje protagónico en la película You're the One (una historia de entonces) de José Luis Garci, en la que compartió cartel con Julia Gutiérrez Caba o Juan Diego y por la que fue nominada al Premio Goya a la mejor actriz, compartiendo candidatura con Carmen Maura y Adriana Ozores.
Otro de sus grandes éxitos profesionales fue en Motivos personales (2005), serie de Telecinco, junto a Fernando Guillén y Concha Velasco, donde interpretó a Natalia Nadal.
En 2005 y 2006 fue imagen de los yogures y bebidas Vitalínea de Danone.
Desde el 5 de octubre de 2007 hasta principios de 2008 presentó el talk show infantil No te enrolles en la cadena autonómica Telemadrid. 
En 2008 regresó a los estudios de grabación para intervenir en la última temporada de la serie Los Serrano. Ese año fue imagen de los productos capilares Garnier Ultra Lift Pro-X y Garnier Nutrisse Coloración.
El 13 de abril de 2010 se la pudo ver en la gala 20 años de tú vida de Telecinco, donde copresentó un pequeño espacio junto a Ana García Lozano. En dicho acto agradeció a Telecinco su trabajo en las series Médico de familia y Motivos personales.
Después de haber estado un tiempo apartada de la interpretación y tras su complicado divorcio de Alberto Martín, volvió a retomar su carrera participando en dos episodios de la tercera temporada de Águila Roja en 2011. 
En 2012 intervino en siete capítulos de Gran Hotel emitidos en 2013. Dio vida a Violeta, hermana de Ángela, la gobernanta, personaje interpretado por Concha Velasco. Ese mismo año también colaboró en los dos últimos episodios de la tercera temporada de Los misterios de Laura de 2014, encarnando a Natalia Palazón, catedrática de Lógica y Probabilidad. También volvió al cine con el thriller psicológico La Hermandad, estrenado en 2014, donde interpretó a Sara, una exitosa escritora de novelas que ha sufrido un accidente y que despierta en un monasterio. 
Entre 2014 y 2015 apareció en la serie Sin identidad de Antena 3, sobre la trama de bebés robados, en el papel de Luisa, la madre adoptiva de María a la que daba vida Megan Montaner.
En 2018 encarnó a Lidia McMahón en La verdad de Telecinco, la madre de Paula García, la cual ha desaparecido hace 9 años y aparece con deseos secretos. 
En 2019 y 2020 apareció en un anuncio de la ONG Save the Children solicitando ayuda para alimentar a niños de África.
Entre enero y julio de 2021 participó en 16 episodios de Servir y proteger como Mabel, exmujer de Salgado (Antonio Valero).
Entre 2021 y 2022 fue concursante de la novena edición de Tu cara me suena.
Entre junio y noviembre de 2023 protagonizó Mía es la venganza, serie diaria emitida en Telecinco y Divinity.
En los últimos meses de 2024 retoma su faceta de presentadora con el concurso diario El gran premio de la cocina en La 1 junto con Germán González Sánchez.

## Vida personal
Tiene tres hijos: Andrea (29/1/1992), fruto de su unión con el actor Micky Molina –con quien mantuvo una relación sentimental entre 1991 y 1994, se casó en 1994 y posteriormente se separó en 1995– y los mellizos Juan y Ana (23/3/2003) de su matrimonio con el arquitecto Alberto Martín, a quien conoció en 1998, inició una relación el 15/10/1999, se casó por lo civil el 11/4/2001 y por lo religioso el 24/9/2004 e inició en abril de 2009 una turbulenta separación que se formalizó el 22/10/2010. También mantuvo una relación sentimental con los también actores, Toni Cantó e Iñaki Miramón (1984-1986).
Su padre, Juan Boquera Prevost, administrador de una librería, falleció el 9 de octubre de 2014. Su madre, Lydia de Buen Marcè (10/12/1929), es enfermera jubilada. Tiene una hermana mayor, Leonor, que es profesora.
El 26 de noviembre de 2020, el día en que cumplía 57 años, anunció que padecía cáncer de piel, concretamente un carcinoma basal que no era peligroso.

## Trayectoria

### Programas de televisión
| Año         | Programa                            | Canal de televisión                      | Como…                                                                                             | Notas |
| ----------- | ----------------------------------- | ---------------------------------------- | ------------------------------------------------------------------------------------------------- | --- |
| 1984-1986   | Un, dos, tres... responda otra vez  | La 1                                     | Azafata                                                                                           | 50 programas, 4×01: 9/11/84 - 5×26: 28/3/86 |
| 1986        | Momentos                            | La 2 Cataluña                            | Invitada                                                                                          | 22/6/86 |
| 1987        | I edición de los Premios Goya       | La 1                                     | Invitada                                                                                          | 16/3/87 |
| 1987        | Un, dos, tres… responda otra vez    | La 1                                     | Concursante con Iñaki Miramón                                                                     | 6×16: Teatro, 20/7/87 |
| 1987        | Por la mañana, desayuno con Hermida | La 1                                     | Invitada                                                                                          | |
| 1987        | Fin de semana                       | La 1                                     | Invitada con Toni Cantó                                                                           | Episodio 7 y Episodio 18, 24/7/87 y 9/10/87 |
| 1987-1988   | Sábado noche                        | La 1                                     | Presentadora con Toni Cantó                                                                       | 22 programas, 25/7/87-26/3/88 |
| 1987        | La tarde                            | La 1                                     | Invitada                                                                                          | 20/8/87 |
| 1987        | La gran fiesta de la ONCE           | La 1                                     | Presentadora con Toni Cantó y Javier Gurruchaga                                                   | 2/10/87 |
| 1988        | Juego de niños                      | La 1                                     | Invitada                                                                                          | 1×09, 30/4/88 |
| 1988        | 3×4                                 | La 1                                     | Invitada                                                                                          | 13/6/88 |
| 1989        | III edición de los Premios Goya     | La 1                                     | Invitada y presentadora de la categoría a Mejor sonido                                            | 21/3/89 |
| 1989        | Waku Waku                           | La 1                                     | Invitada con Ana Torroja, Jesús Hermida y Sancho Gracia                                           | 23/7/89 |
| 1990        | J.M. Presenta                       | Antena 3                                 | Invitada                                                                                          | 30/1/90 |
| 1990        | Domingo en rojo                     | Antena 3                                 | Presentadora                                                                                      | 12 programas, 4/2/90-17/6/90 |
| 1990        | IV edición de los Premios Goya      | La 1                                     | Invitada y presentadora de la categoría a Mejor película                                          | 10/3/90 |
| 1990        | Sara y punto                        | La 2                                     | Invitada                                                                                          | 4/11/90 |
| 1991        | Los segundos cuentan                | Antena 3                                 | Presentadora                                                                                      | 6 programas, 11/2/91-20/6/91 |
| 1991        | V edición de los Premios Goya       | Antena 3                                 | Presentadora con Toni Cantó                                                                       | 16/2/91 |
| 1992 y 1993 | Un, dos, tres… responda otra vez    | La 1                                     | Invitada                                                                                          | Episodio: ¡Feliz 20.º cumpleaños! 7×31 - 10/4/92 y Episodio: Los musicales 8×24 - 12/3/93                                                            |
| 1992        | De tú a tú                          | Antena 3                                 | Invitada                                                                                          | 30/4/92 |
| 1993        | Gala TP de Oro 1992                 | La 1                                     | Invitada y presentación de la categoría a Mejor actriz                                            | 23/2/93 |
| 1993        | Pasa la vida                        | La 1                                     | Invitada                                                                                          | 19/4/93 |
| 1993        | Noche, noche                        | Antena 3                                 | Invitada                                                                                          | 10/7/93 |
| 1993-1994   | El gran juego de la oca             | Antena 3                                 | Presentadora con Emilio Aragón y Patricia Pérez                                                   | 39 programas, 2/10/93-24/6/94 |
| 1994        | Gala TP de Oro 1993                 | Antena 3                                 | Presentadora con José Antonio Gavira, Soledad Mallol y Elena Martín                               | 27/1/94 |
| 1994        | Encantada de la vida                | Antena 3                                 | Invitada                                                                                          | 18/2/94 |
| 1994        | Nos vamos de vacaciones             | Antena 3                                 | Invitada                                                                                          | 18/7/94 |
| 1995        | Sin complejos                       | Canal 13 (Argentina)                     | Presentadora con Emilio Aragón                                                                    | 16/7/95 |
| 1995        | ¡Qué me dices!                      | Telecinco                                | Invitada                                                                                          | 31/12/95 |
| 1996        | X edición de los Premios Goya       | La 1                                     | Invitada y presentación de la categoría a Mejor vestuario                                         | 27/1/96 |
| 1996        | Fotogramas de Plata 1995            | La 1                                     | Invitada                                                                                          | 12/3/96 |
| 1996        | Gala TP de Oro 1995                 | Antena 3                                 | Invitada                                                                                          | 15/3/96 |
| 1996        | Día a día                           | Telecinco                                | Invitada                                                                                          | 13/11/96 |
| 1997        | Gala TP de Oro 1996                 | Antena 3                                 | Invitada                                                                                          | 22/1/97 |
| 1997        | XI edición de los Premios Goya      | La 1                                     | Invitada y presentadora de las categorías a Mejor actriz de reparto, mejor edición y mejor sonido | 25/1/97 |
| 1997        | De domingo a domingo                | Telecinco                                | Invitada                                                                                          | 23/2/97 |
| 1997        | Crónicas marcianas                  | Telecinco                                | Invitada                                                                                          | 17/12/97 |
| 1998        | Gala TP de Oro 1997                 | Telecinco                                | Invitada                                                                                          | 17/1/98 |
| 1998        | Ja hi som!                          | TV3                                      | Invitada                                                                                          | 22/2/98 |
| 1998        | Cinema 3                            | TV3                                      | Invitada                                                                                          | 6/3/98 |
| 1998        | Caiga quien caiga                   | Telecinco                                | Invitada                                                                                          | 8/3/98 |
| 1998        | Extra Rosa                          | Antena 3                                 | Invitada                                                                                          | |
| 1998        | Pin plus                            | Canal+                                   | Invitada                                                                                          | Episodio: Objetos olvidados: 30/11/98 |
| 1999        | Gala TP de Oro 1998                 | Telecinco                                | Invitada                                                                                          | 12/1/99 |
| 1999        | Premios ATV 1998                    | La 1                                     | Invitada y presentadora de la categoría a Mejor actor                                             | 27/2/99 |
| 1999        | ¡Qué punto!                         | Telecinco                                | Invitada                                                                                          | 28/7/99 |
| 2000        | Gala TP de Oro 1999                 | Telecinco                                | Invitada                                                                                          | 22/1/00 |
| 2000        | Versión española                    | La 2                                     | Invitada con Eduardo Campoy, por la película Al límite                                            | 2×28, 18/4/00 |
| 2000        | La noche abierta                    | La 2                                     | Invitada                                                                                          | 2/11/00 |
| 2000        | Mírame                              | Antena 3                                 | Invitada                                                                                          | 2/12/00 |
| 2000        | A prueba de estrellas               | Antena 3                                 | Invitada con Francis Lorenzo                                                                      | 8/12/00 |
| 2001        | XV edición de los Premios Goya      | La 1                                     | Invitada                                                                                          | 3/2/01 |
| 2001        | Un sueño posible                    | Castilla-La Mancha Televisión            | Presentadora con Constantino Romero                                                               | 13/12/01 |
| 2003        | Un domingo cualquiera               | La 1                                     | Invitada                                                                                          | 23/11/03 |
| 2005        | Geniales: Arturo Fernández          | La 1                                     | Presentadora con Juanjo Puigcorbé                                                                 | 27/5/05 |
| 2005        | A solas con Lydia Bosch             | Factoría de Ficción                      | Invitada                                                                                          | |
| 2006        | Buenafuente                         | Antena 3                                 | Invitada                                                                                          | Episodio: Con Bosch tu invitada es la mejor: 21/2/06                                                                                                 |
| 2006        | Premios Zapping 2005                | TVE Cataluña                             | Invitada                                                                                          | 25/2/06 |
| 2007-2008   | No te enrolles                      | Telemadrid                               | Presentadora                                                                                      | 7 programas, 5/10/07-11/1/08 |
| 2007        | ¿Sabes más que un niño de primaria? | Antena 3                                 | Invitada                                                                                          | 21/10/07 |
| 2008        | El club                             | TV3                                      | Invitada                                                                                          | 4×188, 23/6/08 |
| 2008        | En noches cómo ésta                 | La 1                                     | Invitada                                                                                          | 1×05, 16/10/08 |
| 2010        | Gala 20 años de tu vida             | Telecinco                                | Invitada                                                                                          | 15/4/10 |
| 2011        | XXV edición de los Premios Goya     | La 1                                     | Invitada y presentadora de la categoría a Mejores efectos                                         | 13/2/11 |
| 2011 y 2014 | ¡Qué tiempo tan feliz!              | Telecinco                                | Invitada                                                                                          | Por Médico de familia: 26/3/11 y homenaje a Mayra Gómez Kemp: 4/10/14                                                                                |
| 2012        | Territorio Comanche                 | Telemadrid                               | Invitada                                                                                          | 17/4/12 |
| 2012        | El club de la comedia               | La Sexta                                 | Monologuista                                                                                      | 14/12/12 |
| 2013        | Pasapalabra                         | Telecinco                                | Concursante                                                                                       | 14×3.078, 24/12/13 |
| 2014        | El hormiguero                       | Antena 3                                 | Invitada                                                                                          | Por La hermandad: 8×1.157 - 12/3/14 y Sin identidad: 8×1.204 - 10/6/14                                                                               |
| 2014        | Días de cine                        | La 2                                     | Invitada                                                                                          | 20/3/14 |
| 2014        | Espejo público                      | Antena 3                                 | Invitada                                                                                          | 13/5/14 |
| 2016        | 90 minuti                           | Real Madrid TV                           | Invitada                                                                                          | 1×34, 4/8/16 |
| 2016        | El mago Pop                         | DMAX                                     | Invitada                                                                                          | 28/11/16 |
| 2017 y 2018 | Mi casa es la tuya                  | Telecinco                                | Invitada                                                                                          | Episodio de José Coronado, Javier Cámara y Roberto Álamo 3×22: 15/2/17 y Episodio: Lydia Bosch reúne a los actores de Médico de familia 4×67: 6/4/18 |
| 2017        | Los Hygge, una pareja muy natural   | La Sexta                                 | Invitada                                                                                          | 1×02, 29/4/17 |
| 2017        | Dani&Flo con Lara Álvarez           | Cuatro                                   | Invitada                                                                                          | 1×106, 27/7/17 |
| 2017        | Yo sí que como                      | Fox Life                                 | Invitada                                                                                          | 21/12/17 |
| 2018        | Viva la vida                        | Telecinco                                | Invitada                                                                                          | 1×75, 11/2/18 |
| 2018        | Los 40 Music Awards                 | Divinity                                 | Invitada                                                                                          | 2/11/18 |
| 2018        | El programa de Ana Rosa             | Telecinco                                | Invitada                                                                                          | 15×3.464, 14/11/18 |
| 2019        | Chester                             | Cuatro                                   | Invitada                                                                                          | Episodio Televisión 8×01 - 13/1/19 |
| 2019        | Lo siguiente                        | La 1                                     | Invitada                                                                                          | 31/1/19 |
| 2019        | Menuda noche                        | Canal Sur Televisión                     | Invitada                                                                                          | 1/2/19 |
| 2019        | Volverte a ver                      | Telecinco                                | Invitada                                                                                          | Episodio: Lydia Bosch recibe un regalo muy especial - 2×09, 15/3/19                                                                                  |
| 2020        | Seguridad vital                     | La 1                                     | Invitada                                                                                          | 12/4/20 |
| 2020        | La hora de La 1                     | La 1                                     | Invitada                                                                                          | 10/12/20 |
| 2021        | Lazos de sangre                     | La 1                                     | Invitada                                                                                          | Episodio de Chicho Ibáñez Serrador 27/10/21 – 4×09                                                                                                   |
| 2021-2022   | Tu cara me suena                    | Antena 3                                 | Concursante                                                                                       | 9×01-9×04, 9×06-9×15 – 5/11/21-26/11/21, 10/12/21-4/3/22                                                                                             |
| 2021        | Zapeando                            | La Sexta                                 | Invitada                                                                                          | 9×1.982, 19/11/21 |
| 2023        | Fiesta                              | Telecinco                                | Invitada                                                                                          | 1×81, 11/6/23 |
| 2024        | El gran premio de la cocina         | La 1 (1×01-1×20) y RTVE Play (1×21-1×50) | Presentadora                                                                                      | 1×01-1×50, 16/9/24-2024 |

### Series
| Año         | Título                   | Canal de televisión | Personaje                      | Notas |
| ----------- | ------------------------ | --- | ------------------------------ | --- |
| 1986        | Segunda enseñanza        | La 1 | Empleada de aeropuerto         | Serie de prime time, 1 episodio, Episodio 1×09 El momento crucial del homo sapiens, 20/3/86 |
| 1989        | El olivar de Atocha      | La 1 | Rosita Malmedina               | Serie diaria, 7 episodios, Episodio 1×20 Delenda est monarchia 16/5/89 – Episodio 1×26 El retrato 24/5/89 |
| 1989        | Los ochenta son nuestros | La 1 | Cris                           | TV movie |
| 1990        | La forja de un rebelde   | La 1 | Aurelia                        | Serie de prime time, 3 episodios, Episodio 1×04 20/4/90 – 1×06 4/5/90 |
| 1990        | Pájaro en una tormenta   | La 1 | Jacinta                        | Serie de prime time, 1 episodio, Episodio 1×04 Cosas de familia – 12/10/90 |
| 1990        | El obispo leproso        | La 1 | María Fulgencia                | Miniserie, 3 episodios, Episodio 1×04 14/12/90 – Episodio 1×06 28/12/90 |
| 1991        | Eurocops                 | ZDF de Alemania, Rai 1 de Italia, La 2 de Televisión Española, France 2 de Francia, Channel 4 de Reino Unido y ORF 1 de Austria |                                | Serie de prime time, 1 episodio, Episodio 3×13 Callejón sin salida 21/5/91 |
| 1993        | Lleno, por favor         | Antena 3 | Trini                          | Serie de prime time, 13 episodios, Episodio 1×01 Operación salida 4/10/93 – Episodio 1×13 ¡Y que cumplas muchos más! 27/12/93                                                                                         |
| 1994        | Habitación 503           | La 1 | María                          | Serie de prime time, 1 episodio, Episodio 1×29 Uno más uno es uno – 8/2/94 |
| 1995        | ¿Quién da la vez?        | Antena 3 | Paloma                         | Serie de prime time, 13 episodios, Episodio 1×01 Volver con la frente marchita 17/1/95 – Episodio 1×13 Noche de paz 11/4/95                                                                                           |
| 1995        | Todos a bordo            | Antena 3 | Relaciones públicas            | TV Movie, 12/7/95 |
| 1995-1999   | Médico de familia        | Telecinco | Alicia Soller Moreno           | Serie de prime time, 120 episodios, Episodio 1×01 Casa nueva 15/9/95 – Episodio 9×13 Hasta siempre 21/12/99 |
| 1997        | Más que amigos           | Telecinco | Alicia Soller Moreno           | Serie de prime time, 1 episodio, Episodio 1×11 Separados – 12/10/97 |
| 1999        | 7 vidas                  | Telecinco | Ella misma                     | Serie de prime time, 1 episodio, Episodio 1×10 Sole ante el peligro – 14/3/99 |
| 1999        | La parrilla              | Telecinco | Alicia Soller Moreno           | Especial, 5/9/99 |
| 2001        | Dime que me quieres      | Antena 3 | Teresa                         | Serie de prime time, 12 episodios, Episodio 1×01 11/1/01 – Episodio 1×12 Una nueva vida 27/3/01 |
| 2005        | Motivos personales       | Telecinco | Natalia Nadal                  | Serie de prime time, 27 episodios, Episodio 1×01 50 aniversario 1/2/05 – Episodio 2×14 Episodio final 13/12/05 |
| 2007        | Masala                   | Telecinco | Productora de televisión (voz) | TV Movie, 3/1/07 |
| 2008        | Los Serrano              | Telecinco | Elena Gómez Casado             | Serie de prime time, 7 episodios, Episodio 8×01 Bienvenido al mundo Serrano 5/6/08 – Episodio 8×07 Desmontando a Diego 17/7/08                                                                                        |
| 2011        | Aguila Roja              | La 1 | Madre Isabel de Montejo        | Serie de prime time, 2 episodios, Episodio 3×11 Felipe Próspero, gravemente enfermo 26/9/11 – Episodio 3×12 Bienvenida, Madre Isabel 3/10/11                                                                          |
| 2013        | Gran Hotel               | Antena 3 | Violeta Salinas                | Serie de prime time, 6 episodios, Episodio 3×06 Lazos de sangre 26/2/13 – Episodio 3×08 La última noche 13/3/13, Episodio 3×10 Valtejar 2/4/13 – Episodio 3×11 La venta 9/4/13 y Episodio 3×13 Nobleza obliga 23/4/13 |
| 2014        | Los misterios de Laura   | La 1 | Natalia Palazón                | Serie de prime time, 2 episodios, Episodio 3×12 Laura y el misterio del número 17 (1ª parte) 1/4/14 – Episodio 3×13 Laura y el misterio del número 17 (2ª parte) 8/4/14                                               |
| 2014-2015   | Sin identidad            | Antena 3 | Luisa Vergel Artero            | Serie de prime time, 23 episodios, Episodio 1×01 Mitad y mitad 13/5/14 – Episodio 2×14 Solo puede quedar uno 8/7/15                                                                                                   |
| 2018        | La verdad                | Telecinco | Lidia McMahón Negueruela       | Serie de prime time, 16 episodios, Episodio 1×01 La jaula abierta 21/5/18 – Episodio 1×16 Deseos cumplidos 26/12/18                                                                                                   |
| 2018 y 2019 | Paquita Salas            | Netflix | Alicia Soller Moreno y Vito    | Webserie, 2 episodios, Episodio 2×00 Érase una vez como Alicia Soller Moreno – 6/6/18 y Episodio 3×02 Edwin como Vito – 28/6/19                                                                                       |
| 2021        | Servir y proteger        | La 1 | María Isabel "Mabel" Cervera   | Serie diaria, 16 episodios, 5×879 18/1/21 – 5×887 1/2/21, 5×933 7/4/21 – 5×938 14/4/21 y 5×1.000 9/7/21 |
| 2023        | Mía es la venganza       | Telecinco (1×01-1×25, 12/6/23-14/7/23) y Divinity (1×26-2×20, 17/7/23-10/11/23)                                                 | Sonia Hidalgo                  | Serie diaria, 110 episodios, Episodio 1×01 12/6/23 – Episodio 1×110 16/11/23 |

### Cine
| Año  | Título                                    | Personaje                | Dirección                           | Estreno         |
| ---- | ----------------------------------------- | ------------------------ | ----------------------------------- | --------------- |
| 1984 | Yo amo la danza                           | Paola                    | Ignacio Iquino                      | 20/12/84        |
| 1985 | El caballero del dragón                   |                          | Fernando Colomo                     | 20/12/85        |
| 1986 | El disputado voto del Sr. Cayo            | Laly                     | Antonio Giménez-Rico                | 3/11/86         |
| 1987 | El extranger-oh! De la calle Cruz del Sur |                          | Jorge Grau                          | 7/8/87          |
| 1988 | Jarrapellejos                             | Ernesta                  | Antonio Giménez-Rico                | 18/2/88         |
| 1988 | Caminos de tiza                           | Gracia                   | José Luis Pérez Tristán             | 16/10/88        |
| 1989 | La luna negra                             | Eva                      | Imanol Uribe                        | 21/9/89         |
| 1989 | El acto                                   | Mujer del sueño de Marta | Héctor Faver                        | 29/12/89        |
| 1990 | El rap del Plus                           | Ella misma               |                                     | Corto, 13/2/90  |
| 1992 | Adiós, princesa                           | Bárbara                  | Jorge Paixão da Costa               | 1/5/92          |
| 1994 | Mi hermano del alma                       | Julia                    | Mariano Barroso                     | 18/2/94         |
| 1995 | Una casa en las afueras                   | Blanca García de Irujo   | Pedro Costa                         | 8/9/95          |
| 1995 | Palace                                    | Helena Higgins           | Joan Gràcia, Paco Mir y Carles Sans | 18/11/95        |
| 1996 | Aquí hacemos los sueños realidad          | Amante 1                 | Alejandro Calvo-Sotelo              | Corto, 22/2/96  |
| 1997 | Al límite                                 | María                    | Eduardo Campoy                      | 19/12/97        |
| 2000 | You're the One (una historia de entonces) | Julia                    | José Luis Garci                     | 14/10/00        |
| 2013 | La hermandad                              | Sara Calera              | Julio Martí                         | 9/8/13          |
| 2015 | La llorona                                |                          | Ernesto Martín                      | Corto, 17/10/15 |
| 2019 | Historias para no dormir - Reality        | Lydia                    | Alejandro Ibáñez                    | Corto, 1/10/19  |
| 2020 | Marta Sánchez: Un mismo corazón           | Ella misma               | Marta Sánchez                       | Corto, 9/4/20   |

### Teatro
- Pato a la naranja (1986), de Arturo Fernández.
- Los ochenta son nuestros (1988), de Ana Diosdado.
- Música cercana (1989), de Antonio Buero Vallejo.

### Publicidad
- Cuerpos Danone (1982).
- Clair Matin (¿¿??).
- Perlas Majorica (a finales de los años 80).
- Scottex (1992).
- Soltour, La alegría de viajar (1993).
- Pan integral Silueta (1996).
- Don Simón publicidad (1997).
- Medias Ativa de Omsa (1997).
- Colonia Her (1998).
- Making Off de Gallo. Pastas y Salsas (2001).
- Gallo. Pastas y Salsas (2001).
- Antena 3, vívela (2001).
- Vitalinea (2007).
- Garnier. Nutrisse Crema (2008).
- Garnier. Ultralift Pro-x (2008).
- Garnier. Ultralift Pro-x Roll-on (2008).
- Netflix, Paquita Salas 2 (2018).
- El Corte Inglés (2018).
- El Corte Inglés, Women (2019).
- Save the Children (2019-2020).

## Premios y candidaturas
Premios Goya
| Año  | Categoría                                  | Película                                  | Resultado |
| ---- | ------------------------------------------ | ----------------------------------------- | --------- |
| 2000 | Mejor interpretación femenina protagonista | You're the One (una historia de entonces) | Nominada  |

Premios Fotogramas de Plata
| Año  | Categoría                  | Serie/Película                            | Resultado |
| ---- | -------------------------- | ----------------------------------------- | --------- |
| 1995 | Mejor actriz de televisión | Médico de familia                         | Nominada  |
| 1997 | Mejor actriz de televisión | Médico de familia                         | Ganadora  |
| 2000 | Mejor actriz de cine       | You're the One (una historia de entonces) | Nominada  |
| 2005 | Mejor actriz de televisión | Motivos personales                        | Nominada  |

Unión de Actores y Actrices
| Año  | Categoría                                 | Película                                  | Resultado |
| ---- | ----------------------------------------- | ----------------------------------------- | --------- |
| 2000 | Mejor interpretación protagonista de cine | You're the One (una historia de entonces) | Nominada  |

Premios Eñe de la TV
| Año  | Categoría                                                | Trabajo            | Resultado |
| ---- | -------------------------------------------------------- | ------------------ | --------- |
| 2005 | Mejor interpretación femenina protagonista de televisión | Motivos personales | Ganadora  |
| 2006 | Mejor interpretación femenina protagonista de televisión | Motivos personales | Nominada  |
| 2015 | Mejor interpretación femenina secundaria de televisión   | Sin identidad      | Nominada  |

TP de Oro
| Año  | Categoría    | Serie              | Resultado |
| ---- | ------------ | ------------------ | --------- |
| 1993 | Mejor actriz | Lleno, por favor   | Nominada  |
| 1995 | Mejor actriz | Médico de familia  | Nominada  |
| 1996 | Mejor actriz | Médico de familia  | Nominada  |
| 1997 | Mejor actriz | Médico de familia  | Nominada  |
| 1998 | Mejor actriz | Médico de familia  | Ganadora  |
| 1999 | Mejor actriz | Médico de familia  | Ganadora  |
| 2005 | Mejor actriz | Motivos personales | Nominada  |

Premios Zapping
| Año  | Categoría    | Serie              | Resultado |
| ---- | ------------ | ------------------ | --------- |
| 2005 | Mejor actriz | Motivos personales | Ganadora  |

Premios Micrófono de Plata
| Año  | Categoría                  | Resultado |
| ---- | -------------------------- | --------- |
| 2006 | Mejor actriz de televisión | Ganadora  |

Premio Robles
| Año  | Categoría                  | Serie              | Resultado |
| ---- | -------------------------- | ------------------ | --------- |
| 2007 | Mejor actriz de televisión | Motivos personales | Ganadora  |

Medallas del Círculo de Escritores Cinematográficos
| Año  | Categoría    | Película                                  | Resultado |
| ---- | ------------ | ----------------------------------------- | --------- |
| 2001 | Mejor actriz | You're the One (una historia de entonces) | Nominada  |

Festival Internacional de Cine de Cartagena de Indias
| Año  | Categoría    | Película                                  | Resultado |
| ---- | ------------ | ----------------------------------------- | --------- |
| 2002 | Mejor actriz | You're the One (una historia de entonces) | Ganadora  |

Premio Ayuntamiento de Madrid
| Año       | Resultado |
| --------- | --------- |
| 1996-1997 | Ganadora  |

Premios Maja de los Goya de Carrera y Carrera
| Año  | Categoría                                                                 | Resultado |
| ---- | ------------------------------------------------------------------------- | --------- |
| 2011 | Actriz más elegante y glamurosa de la gala de entrega de los Premios Goya | Ganadora  |

- Premio actriz revelación de teatro en 1986 y 1987.